# Roger Taylor (batteur de Duran Duran)
Pour les articles homonymes, voir Roger Taylor (homonymie) et Taylor.
Roger Taylor est un musicien anglais né le 26 avril 1960 à Birmingham en Angleterre. Il est principalement connu pour être le batteur du groupe pop rock Duran Duran, très populaire dans les années 1980. Il a également fait partie du groupe « dérivé » de Duran Duran, Arcadia, avec Simon Le Bon et Nick Rhodes.
Il ne doit pas être confondu avec le batteur homonyme du groupe Queen.

## Discographie

### Duran Duran
Roger Taylor n'a pas participé à tous les albums du groupe. Sont cités ici seulement les albums sur lesquels il a travaillé.
Albums studio
- 1981 : Duran Duran
- 1982 : Rio
- 1983 : Seven and the Ragged Tiger
- 2004 : Astronaut
- 2007 : Red Carpet Massacre
- 2010 : All You Need Is Now
- 2015 : Paper Gods

EPs
- 1982 : Carnival
- 1987 : Master Mixes

Albums live
- 1984 : Arena
- 2009 : Live at Hammersmith '82!
- 2012 : A Diamond in the Mind: Live 2011

Compilations et remixes
- 1989 : Decade: Greatest Hits
- 1998 : Night Versions: The Essential Duran Duran
- 1998 : Greatest
- 1999 : Strange Behaviour
- 2003 : Single Box Set 1981-1985
- 2004 : Single Box Set 1986-1995
- 2007 : The Essential Collection

### Arcadia
- 1985 : So Red the Rose

## Filmographie
- 1985 : Arena (An Absurd Notion) de Russell Mulcahy : lui-même